# 梁 (渔具)
梁是一种捕鱼的陷阱，主要靠将鱼围困在指定水域后让水排出，具体形式有鱼梁、澎湖石沪等。